# Zugkraftdiagramm
Das nach Alfred Jante benannte Zugkraftdiagramm (nach Jante) bzw. Jante-Normalfahrdiagramm oder Normal-Fahrzustands-Diagramm stellt den Verlauf der Fahrwiderstände, ihrer Summe und der Antriebskraft jeweils in Abhängigkeit von der Fahrgeschwindigkeit dar. Es hat sich in der Fachliteratur durchgesetzt und wird auch oft in Testberichten verwendet.
Damit ein Kraftfahrzeug auf einer Straße fahren kann, muss es verschiedene Widerstände überwinden. Die von den Antriebsrädern auf die Fahrbahnoberfläche übertragene Antriebskraft muss in einem bestimmten Verhältnis zur Summe der Fahrwiderstände stehen:
- ist die Antriebskraft größer als die Fahrwiderstände ({\displaystyle F_{A}>F_{W}}), so wird beschleunigt
- ist die Antriebskraft kleiner als die Fahrwiderstände ({\displaystyle F_{A}<F_{W}}), so verliert das Kraftfahrzeug an Geschwindigkeit.

Oft wird der Verlauf der Antriebskraft nur für Volllast in den einzelnen Vorwärtsgängen dargestellt.
Wenn die Antriebskraft die Summe der Fahrwiderstände in der Ebene übersteigt (im Diagramm ablesbar bei Steigung und damit auch Steigungswiderstandskraft gleich Null), dann kann das Kraftfahrzeug Steigungen ohne Geschwindigkeitseinbuße überwinden.
Aussagekräftig ist dieses Diagramm auch für die Auswahl von Übersetzungen („Schongang“ oder „sportlicher Gang“).
Als Formel bedeutet das:
{\displaystyle F_{A}=F_{WR}+F_{WL}+F_{Wa}+F_{WS}}
mit
- der Antriebskraft {\displaystyle F_{A}}
- der Rollreibungskraft {\displaystyle F_{WR}}
- der Luftwiderstandskraft {\displaystyle F_{WL}}
- der Beschleunigungswiderstandskraft {\displaystyle F_{Wa}}
- der Steigungswiderstandskraft {\displaystyle F_{WS}}.